# Christian Tafdrup
Christian Tafdrup (* 8. April 1978 in Kopenhagen) ist ein dänischer Schauspieler, Filmregisseur und Drehbuchautor.

## Leben
Christian Tafdrup wurde 1978 als Sohn des Agenturinhabers Jan Tafdrup und der Theatersekretärin Britta Lykke Tafdrup in Kopenhagen geboren und wuchs dort im Stadtteil Østerbro auf. Sein jüngerer Bruder Mads Tafdrup (* 1985) ist ebenfalls als Drehbuchautor tätig.
1993 hatte Christian Tafdrup seine erste Filmrolle in Carsten Sønders Drama Smukke dreng. Später folgten kleinere Rollen in Fernsehproduktionen und Kurzfilmen. Seine Schauspielausbildung erhielt Tafdrup bis zum Jahr 2003 an der Statens Teaterskole. Danach trat er zunächst am Theater auf. Später folgten wieder Rollen in Film- und Fernsehproduktionen. Von 2009 bis 2010 war er in der Dramedy-Serie Kleine Morde unter Nachbarn als Sune Holm zu sehen. 2013 übernahm Tafdrup in der dritten Staffel der Polit-Serie Borgen – Gefährliche Seilschaften die Rolle des Alexander Hjort.
Später wandte sich Tafdrup auch dem Schreiben von Drehbüchern und der Regie zu. Nachdem er einige Kurzfilme inszeniert hatte, entstand 2016 mit dem Drama Parents sein Spielfilmdebüt, in dem Bodil Jørgensen und Søren Malling die Hauptrollen übernahmen. 2017 entstand sein zweiter Spielfilm En frygtelig kvinde, für den er gemeinsam mit seinem Bruder Mads das Drehbuch geschrieben hat. Sein dritter Spielfilm, der „psychologische Horrorfilm“  Speak No Evil, entstand wieder nach einem gemeinsam mit seinem Bruder verfassten Drehbuch.

## Filmografie (Auswahl)
Schauspieler
- 1993: Smukke dreng
- 2003: Baby
- 2005: Der schönste Tag (Den store dag)
- 2005: Veninder
- 2005: Nynne
- 2006: En Soap
- 2006: Nach der Hochzeit (Efter brylluppet)
- 2006: Gustne gensyn (Fernsehserie, 6 Episoden)
- 2006: Princess
- 2007: Daisy Diamond
- 2008: Album (Fernsehserie, 2 Episoden)
- 2008: Dig og mig
- 2008: I’ll Come Running
- 2009–2010: Kleine Morde unter Nachbarn (Lærkevej, Fernsehserie, 22 Episoden)
- 2011: Anstalten (Fernsehserie, 4 Episoden)
- 2012: Lærkevej – til døden os skiller
- 2012: Kommissarin Lund – Das Verbrechen (Forbrydelsen, Fernsehserie, 1 Episode)
- 2013: Borgen – Gefährliche Seilschaften (Borgen, Fernsehserie, 10 Episoden)
- 2013–2014: Kødkataloget (Fernsehserie, 10 Episoden)
- 2015: Helden am Herd (Bankerot, Fernsehserie, 2 Episoden)
- 2015: Juleønsket (Fernsehserie, 24 Episoden)
- 2016: Parents (Forældre)
- 2016: In anderen Welten  (Den anden verden, Fernsehserie, 24 Episoden)
- 2017: Aldrig mere i morgen
- 2017: En frygtelig kvinde
- 2017: Tinkas Weihnachtsabenteuer (Tinkas juleeventyr, Fernsehserie, 24 Episoden)
- 2018: Parterapi (Fernsehserie, 4 Episoden)
- 2018: Die Wege des Herrn (Herrens Veje, Fernsehserie, 4 Episoden)
- 2018, 2020: Hånd i hånd (Fernsehserie, 2 Episoden)
- 2019: Tinka und die Königsspiele (Tinka og kongespillet, Fernsehserie, 24 Episoden)

Drehbuchautor und Regisseur
- 1999: Kopisten (Kurzfilm)
- 2002: Debutanten (Kurzfilm)
- 2008: En forelskelse (Kurzfilm)
- 2016: Parents (Forældre)
- 2017: En frygtelig kvinde
- seit 2018: Parterapi (Fernsehserie)
- 2022:  Speak No Evil (Gæsterne)

## Auszeichnungen (Auswahl)
- 2014: Robert als Bester Nebendarsteller in einer Fernsehserie für Borgen – Gefährliche Seilschaften
- 2017: Bodil für das Beste Drehbuch für Parents
- 2017: Robert für die Beste Regie für Parents
- 2018: Robert für das Beste Originaldrehbuch für En frygtelig kvinde (mit Mads Tafdrup)